# Giriama (langue)
Pour les articles homonymes, voir Giriama.
Le giriama (ou kigiryama) est une langue bantoue parlée au Kenya principalement par les Giriama.

## Population
Selon SIL International, le nombre total de locuteurs était de 623 000 en 1994. Ce chiffre serait en augmentation.